# 佛统大塔

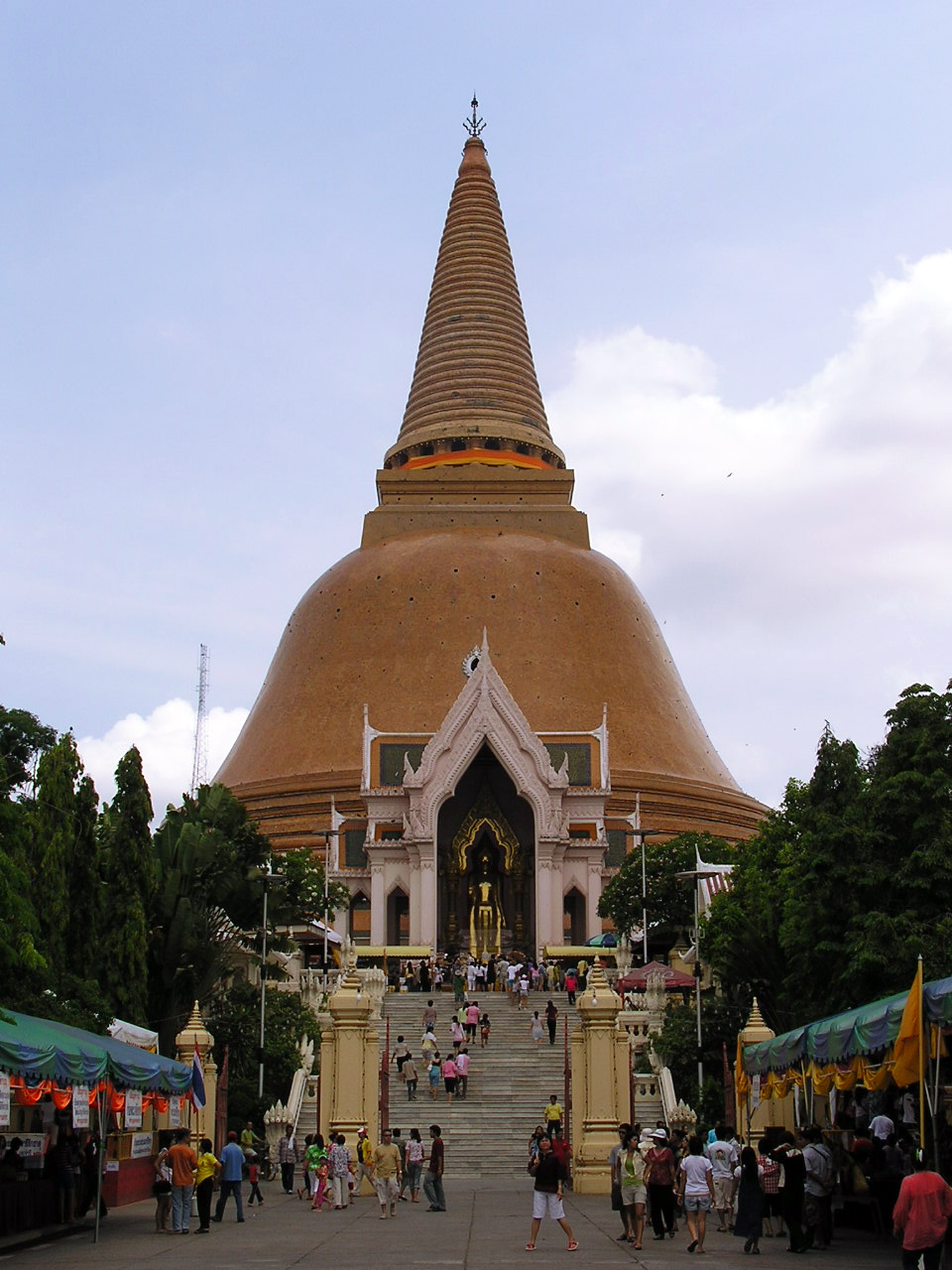
佛统大塔

佛统大塔位于泰国曼谷以西80公里处佛统府。“佛统”一词在巴利文中的意思是“第一座城市”；佛统大塔在泰语中称“帕巴统者里”，意思为“第一佛塔”。这座大金塔是世界上最高的佛塔，约有130米高。其中螺旋状的塔尖部分高40米，圆形塔底直径为57米。塔的底座是两层巨大的平台。
约在公元九世纪上叶，拍耶功王（Phya Gong）以干乍纳武里中心统一了素攀那蒲密地区，周边的小城邦如佛统、叻武里、碧武里等均向干乍纳武里称臣纳贡。时拍耶功王妃怀孕，星相家预言王子成年后必将会弑父。至王子拍耶攀（Phya Phan）出世，拍耶功即令将他杀掉。但王妃将王子偷偷交给老妇媚红抚养。拍耶攀成年后，媚红把他送给叻武里城主当养子。后拍耶攀继养父为城主，拍耶攀不愿向干乍纳武里进贡。拍耶功遂起兵征讨叻武里，与拍耶攀进行骑象决斗，前者不敌，死于拍耶攀刀下。拍耶攀进入干乍纳武里城内，见到拍耶功王妃。王妃告以实情，拍耶攀真相大白之后，痛悔不已，于是修建佛塔以赎弑父之罪，该塔即今日的佛统大塔。

## 外部連結
- 修葺中的佛統大塔之影像(2010年4月) （页面存档备份，存于）
- 佛統大塔裡的佛祖舍利子的影像(2010年4月) （页面存档备份，存于）
- 佛統大塔裡的佛教洞窟之影像(2010年4月) （页面存档备份，存于）
- 佛統大塔近的多座祭壇之影像(2010年4月) （页面存档备份，存于）